# Ocean Man 69I
Ocean Man 69I är ett reservat i Kanada.   Det ligger i provinsen Saskatchewan, i den sydöstra delen av landet, 2 100 km väster om huvudstaden Ottawa.
Trakten runt Ocean Man 69I består till största delen av jordbruksmark. Trakten runt Ocean Man 69I är nära nog obefolkad, med mindre än två invånare per kvadratkilometer.